# Qualificazioni ai Giochi della XXIV Olimpiade (AFC)
Di seguito sono elencati gli incontri con relativo risultato della zona asiatica (AFC) per le qualificazioni a Seul 1988.

## Formula
Le qualificazioni prevedevano due turni preliminari.
Le 25 squadre vennero divise per regione geografica: le qualificazioni vennero affrontate nella zona Est e nella zona Ovest dell'Asia.
Il primo turno, di entrambe le regioni geografiche, era composto da 4 gironi A/R; nella regione Ovest i gruppi erano tutti composti da 3 squadre, nella regione Est i gruppi 1, 2 e 4 erano composti da 3 squadre, mentre il gruppo 3 era composto da 4 squadre.
Nella regione Ovest il gruppo 1 venne interamente giocato nella città di Riad (Arabia Saudita) ed i gruppi 3 e 4 vennero interamente giocati nella città di Doha (Qatar). Nella regione Est il gruppo 1 venne interamente giocato nella città Katmandu (Nepal), il gruppo 2 venne interamente giocato a Kuala Lumpur (Malaysia), mentre il gruppo 4 venne giocato nelle città di Hong Kong e Canton (Cina).
Passavano il turno le vincitrici dei gironi.
Alcune squadre si ritirarono prima di affrontare i loro incontri, quindi alcuni gruppi, che originariamente erano composti da 3 squadre, finirono per diventare dei semplici spareggi A/R.
Sia per la regione Est sia per la regione Ovest, il secondo turno era composto di un girone A/R da 4 squadre.
Si qualificavano all'Olimpiade le vincitrici dei due gironi sopracitati.

## Risultati

### Asia Occidentale

#### Primo turno

##### Gruppo 1
| Squadra        | P.ti | G | V | N | P | GF | GS | DR |
| -------------- | ---- | - | - | - | - | -- | -- | -- |
| Arabia Saudita | 8    | 4 | 4 | 0 | 0 | 8  | 1  | +7 |
| Bahrein        | 2    | 4 | 1 | 0 | 3 | 4  | 6  | -2 |
| Oman           | 2    | 4 | 1 | 0 | 3 | 2  | 7  | -5 |

| Riyad 16 aprile 1987 | Bahrein | 2 – 0 | Oman |  |

| Riyad 18 aprile 1987 | Arabia Saudita | 1 – 0 | Oman |  |

| Riyad 20 aprile 1987                               | Arabia Saudita | 2 – 0 | Bahrein |  |
| \| \| \| \| \| Abdullah 41’ 61’ \| Marcatori \| \| |                |       |         |  |
|                                                    |                |       |         |  |
| Abdullah 41’ 61’                                   | Marcatori      |       |         |  |

| Riyad 22 aprile 1987 | Oman | 2 – 1 | Bahrein |  |

| Riyad 24 aprile 1987 | Oman | 0 – 3 | Arabia Saudita |  |

| Riyad 26 aprile 1987 | Bahrein | 1 – 2 | Arabia Saudita |  |

##### Gruppo 2
| Squadra             | P.ti | G | V | N | P | GF | GS | DR |
| ------------------- | ---- | - | - | - | - | -- | -- | -- |
| Iraq                | 7    | 4 | 3 | 1 | 0 | 8  | 2  | +6 |
| Emirati Arabi Uniti | 4    | 4 | 1 | 2 | 1 | 5  | 5  | 0  |
| Giordania           | 1    | 4 | 0 | 1 | 3 | 2  | 8  | -6 |

| Madinat al-Kuwait 27 marzo 1987                               | Iraq      | 1 – 1                 | Emirati Arabi Uniti |  |
| \| \| \| \| \| Radhi \| Marcatori \| Marcatore sconosciuto \| |           |                       |                     |  |
|                                                               |           |                       |                     |  |
| Radhi                                                         | Marcatori | Marcatore sconosciuto |                     |  |

| Amman 3 aprile 1987                                      | Giordania | 1 – 1     | Emirati Arabi Uniti |  |
| \| \| \| \| \| Shadafan 83’ \| Marcatori \| 48’ Thani \| |           |           |                     |  |
|                                                          |           |           |                     |  |
| Shadafan 83’                                             | Marcatori | 48’ Thani |                     |  |

| Abu Dhabi 10 aprile 1987                         | Emirati Arabi Uniti | 3 – 0 | Giordania |  |
| \| \| \| \| \| Khamees Sultan \| Marcatori \| \| |                     |       |           |  |
|                                                  |                     |       |           |  |
| Khamees Sultan                                   | Marcatori           |       |           |  |

| Amman 17 aprile 1987                                           | Giordania | 1 – 2               | Iraq |  |
| \| \| \| \| \| Abed 40’ \| Marcatori \| 3’ Saeed 86’ Dirjal \| |           |                     |      |  |
|                                                                |           |                     |      |  |
| Abed 40’                                                       | Marcatori | 3’ Saeed 86’ Dirjal |      |  |

| Madinat al-Kuwait 24 aprile 1987                 | Iraq      | 2 – 0 | Giordania |  |
| \| \| \| \| \| Saeed 25’ Qais \| Marcatori \| \| |           |       |           |  |
|                                                  |           |       |           |  |
| Saeed 25’ Qais                                   | Marcatori |       |           |  |

| Dubai 1º maggio 1987                                            | Emirati Arabi Uniti | 0 – 3                         | Iraq |  |
| \| \| \| \| \| \| Marcatori \| 40’ Hashim 76’ Radhi 89’ Qais \| |                     |                               |      |  |
|                                                                 |                     |                               |      |  |
|                                                                 | Marcatori           | 40’ Hashim 76’ Radhi 89’ Qais |      |  |

##### Gruppo 3
Inizialmente doveva partecipare anche lo Yemen del Sud, la nazionale, però, si ritirò prima di giocare i suoi incontri (sembrerebbe a causa degli infortuni occorsi ad alcuni dei suoi giocatori). Il girone si ridusse dunque a sole due squadre che dovettero affrontarsi in uno spareggio A/R.
| Doha 17 aprile 1987                             | Qatar     | 2 – 0 | Siria |  |
| \| \| \| \| \| Muftah Khamis \| Marcatori \| \| |           |       |       |  |
|                                                 |           |       |       |  |
| Muftah Khamis                                   | Marcatori |       |       |  |

| Doha 24 aprile 1987 | Siria | 1 – 0 | Qatar |  |

Passa il turno il Qatar (2-1).

##### Gruppo 4
Inizialmente doveva partecipare anche lo Yemen del Nord, la nazionale, però, si ritirò prima di giocare i suoi incontri. Il girone si ridusse dunque a sole due squadre che dovettero affrontarsi in uno spareggio A/R.
| Doha 27 febbraio 1987                                               | Iran      | 2 – 1         | Kuwait |  |
| \| \| \| \| \| Taheri 64’ Bavi 89’ \| Marcatori \| 76’ Al-Shabib \| |           |               |        |  |
|                                                                     |           |               |        |  |
| Taheri 64’ Bavi 89’                                                 | Marcatori | 76’ Al-Shabib |        |  |

| Doha 7 marzo 1987                                      | Kuwait    | 1 – 0 | Iran |  |
| \| \| \| \| \| Al-Dakhil 89’ (rig.) \| Marcatori \| \| |           |       |      |  |
|                                                        |           |       |      |  |
| Al-Dakhil 89’ (rig.)                                   | Marcatori |       |      |  |

Passa il turno il Kuwait (2-2, passa il turno per la regola dei gol fuori casa).

#### Secondo turno
| Squadra        | P.ti | G | V | N | P | GF | GS | DR |
| -------------- | ---- | - | - | - | - | -- | -- | -- |
| Iraq           | 8    | 6 | 3 | 2 | 1 | 10 | 5  | +5 |
| Kuwait         | 7    | 6 | 2 | 3 | 1 | 3  | 2  | +1 |
| Qatar          | 5    | 6 | 1 | 3 | 2 | 4  | 8  | -4 |
| Arabia Saudita | 4    | 6 | 0 | 4 | 2 | 2  | 4  | -2 |

| Riyad 4 dicembre 1987 | Arabia Saudita | 0 – 0 | Iraq |  |

| Doha 4 dicembre 1987 | Qatar | 0 – 0 | Kuwait |  |

| Doha 11 dicembre 1987                                                                | Qatar     | 1 – 3                            | Iraq |  |
| \| \| \| \| \| Salman 17’ (rig.) \| Marcatori \| 41’ Saeed 59’ Hussein 89’ Hashim \| |           |                                  |      |  |
|                                                                                      |           |                                  |      |  |
| Salman 17’ (rig.)                                                                    | Marcatori | 41’ Saeed 59’ Hussein 89’ Hashim |      |  |

| Madinat al-Kuwait 11 dicembre 1987              | Kuwait    | 1 – 0 | Arabia Saudita |  |
| \| \| \| \| \| Al-Ghanim 49’ \| Marcatori \| \| |           |       |                |  |
|                                                 |           |       |                |  |
| Al-Ghanim 49’                                   | Marcatori |       |                |  |

| Madinat al-Kuwait 18 dicembre 1987                                     | Kuwait    | 2 – 1      | Iraq |  |
| \| \| \| \| \| Sulaiman 6’ Al-Hajiri 22’ \| Marcatori \| 65’ Allawi \| |           |            |      |  |
|                                                                        |           |            |      |  |
| Sulaiman 6’ Al-Hajiri 22’                                              | Marcatori | 65’ Allawi |      |  |

| Riyad 18 dicembre 1987                                | Arabia Saudita | 1 – 1     | Qatar |  |
| \| \| \| \| \| Jamel 48’ \| Marcatori \| 61’ Ahmed \| |                |           |       |  |
|                                                       |                |           |       |  |
| Jamel 48’                                             | Marcatori      | 61’ Ahmed |       |  |

| Mascate 1º gennaio 1988                                                       | Iraq      | 1 – 1                     | Arabia Saudita |  |
| \| \| \| \| \| Shaker 51’ (rig.) \| Marcatori \| 55’ Marcatore sconosciuto \| |           |                           |                |  |
|                                                                               |           |                           |                |  |
| Shaker 51’ (rig.)                                                             | Marcatori | 55’ Marcatore sconosciuto |                |  |

| Madinat al-Kuwait 1º gennaio 1988 | Kuwait | 0 – 0 | Qatar |  |

| Mascate 8 gennaio 1988                                                                     | Iraq      | 4 – 1                 | Qatar |  |
| \| \| \| \| \| Jafar 9’ 76’ Radhi 16’ Hussein 17’ \| Marcatori \| Marcatore sconosciuto \| |           |                       |       |  |
|                                                                                            |           |                       |       |  |
| Jafar 9’ 76’ Radhi 16’ Hussein 17’                                                         | Marcatori | Marcatore sconosciuto |       |  |

| Riyad 8 gennaio 1988 | Arabia Saudita | 0 – 0 | Kuwait |  |

| Mascate 15 gennaio 1988                      | Iraq      | 1 – 0 | Kuwait |  |
| \| \| \| \| \| Allawi 22’ \| Marcatori \| \| |           |       |        |  |
|                                              |           |       |        |  |
| Allawi 22’                                   | Marcatori |       |        |  |

| Doha 15 gennaio 1988 | Qatar | 1 – 0 | Arabia Saudita |  |

### Asia Orientale

#### Primo turno

##### Gruppo 1
Inizialmente doveva partecipare anche l'India, la nazionale, però, si ritirò prima di giocare i suoi incontri (si ritirò ufficialmente il 30 marzo 1987 dopo che il governo indiano non autorizzò la nazionale a competere a causa degli scarsi risultati conseguiti durante i Giochi asiatici del 1986). Il girone si ridusse dunque a sole due squadre che dovettero affrontarsi in uno spareggio A/R.
| Katmandu 25 aprile 1987 | Pakistan | 2 – 2 | Nepal |  |

| Katmandu 28 aprile 1987                      | Nepal     | 1 – 0 | Pakistan |  |
| \| \| \| \| \| Rana aut.’ \| Marcatori \| \| |           |       |          |  |
|                                              |           |       |          |  |
| Rana aut.’                                   | Marcatori |       |          |  |

Passa il turno il Nepal (3-2).

##### Gruppo 2
Inizialmente doveva partecipare anche la Corea del Nord, la nazionale, però, venne squalificata dalla FIFA perché rifiutò di giocare gli incontri in Malaysia. Il girone si ridusse dunque a sole due squadre che dovettero affrontarsi in uno spareggio A/R.
| Kuala Lumpur 14 marzo 1987 | Malaysia | 0 – 1 | Thailandia |  |

| Kuala Lumpur 18 marzo 1987                                                             | Thailandia | 2 – 2                       | Malaysia |  |
| \| \| \| \| \| Sayomchai 3’ Kongsri 26’ \| Marcatori \| 35’ Yusof 55’ Lim Teong Kim \| |            |                             |          |  |
|                                                                                        |            |                             |          |  |
| Sayomchai 3’ Kongsri 26’                                                               | Marcatori  | 35’ Yusof 55’ Lim Teong Kim |          |  |

Passa il turno la Thailandia (3-2).

##### Gruppo 3
| Squadra   | P.ti | G | V | N | P | GF | GS | DR |
| --------- | ---- | - | - | - | - | -- | -- | -- |
| Giappone  | 8    | 4 | 4 | 0 | 0 | 7  | 1  | +6 |
| Singapore | 2    | 4 | 1 | 0 | 3 | 3  | 4  | -1 |
| Indonesia | 2    | 4 | 1 | 0 | 3 | 3  | 8  | -5 |
| Brunei    | 0    | 0 | 0 | 0 | 0 | 0  | 0  | 0  |

| Singapore 4 aprile 1987                                       | Singapore | 2 – 0 | Indonesia |  |
| \| \| \| \| \| Ahmad 63’ Sundramoorthy 89’ \| Marcatori \| \| |           |       |           |  |
|                                                               |           |       |           |  |
| Ahmad 63’ Sundramoorthy 89’                                   | Marcatori |       |           |  |

| Tokyo 8 aprile 1987                                              | Giappone  | 3 – 0 | Indonesia |  |
| \| \| \| \| \| Hara 42’ Tezuka 62’ Takeda 89’ \| Marcatori \| \| |           |       |           |  |
|                                                                  |           |       |           |  |
| Hara 42’ Tezuka 62’ Takeda 89’                                   | Marcatori |       |           |  |

| Singapore 12 aprile 1987                        | Giappone  | 1 – 0 | Singapore |  |
| \| \| \| \| \| Matsuyama 65’ \| Marcatori \| \| |           |       |           |  |
|                                                 |           |       |           |  |
| Matsuyama 65’                                   | Marcatori |       |           |  |

| Giacarta 26 aprile 1987                                      | Indonesia | 2 – 1     | Singapore |  |
| \| \| \| \| \| Waidi Yacobi 90’ \| Marcatori \| 55’ Ahmad \| |           |           |           |  |
|                                                              |           |           |           |  |
| Waidi Yacobi 90’                                             | Marcatori | 55’ Ahmad |           |  |

| Singapore 14 giugno 1987                       | Singapore | 0 – 1        | Giappone |  |
| \| \| \| \| \| \| Marcatori \| 40’ Mizunuma \| |           |              |          |  |
|                                                |           |              |          |  |
|                                                | Marcatori | 40’ Mizunuma |          |  |

| Giacarta 26 giugno 1987                                             | Indonesia | 1 – 2                  | Giappone |  |
| \| \| \| \| \| Yacobi 49’ \| Marcatori \| 75’ Hara 86’ Matsuyama \| |           |                        |          |  |
|                                                                     |           |                        |          |  |
| Yacobi 49’                                                          | Marcatori | 75’ Hara 86’ Matsuyama |          |  |

##### Gruppo 4
| Squadra   | P.ti | G | V | N | P | GF | GS | DR  |
| --------- | ---- | - | - | - | - | -- | -- | --- |
| Cina      | 7    | 4 | 3 | 1 | 0 | 20 | 0  | +20 |
| Hong Kong | 5    | 4 | 2 | 1 | 1 | 12 | 1  | +11 |
| Filippine | 0    | 4 | 0 | 0 | 4 | 0  | 31 | -31 |

| Hong Kong 3 aprile 1987 | Filippine | 0 – 5 | Hong Kong |  |

| Canton 10 aprile 1987                                                                                         | Filippine | 0 – 9                                                                       | Cina |  |
| \| \| \| \| \| \| Marcatori \| 1’ 21’ 59’ Ma Lin 8’ 66’ 77’ (rig.) Li Hui 42’ Liu Haiguang 82’ Jia Xiuquan \| |           |                                                                             |      |  |
| |           |                                                                             |      |  |
| | Marcatori | 1’ 21’ 59’ Ma Lin 8’ 66’ 77’ (rig.) Li Hui 42’ Liu Haiguang 82’ Jia Xiuquan |      |  |

| Canton 13 aprile 1987 | Cina      | 10 – 0 | Filippine |  |
| \| \| \| \| \| Ma Lin 21’ Marcatore sconosciuto 22’ (aut.) Jia Xiuquan 24’ 48’ 80’ Mai Chao 40’ 75’ (rig.) Liu Haiguang 86’ \| Marcatori \| \| |           |        |           |  |
| |           |        |           |  |
| Ma Lin 21’ Marcatore sconosciuto 22’ (aut.) Jia Xiuquan 24’ 48’ 80’ Mai Chao 40’ 75’ (rig.) Liu Haiguang 86’                                   | Marcatori |        |           |  |

| Hong Kong 19 aprile 1987 | Hong Kong | 0 – 0 | Cina |  |

| Hong Kong 14 maggio 1987 | Hong Kong | 7 – 0 | Filippine |  |

| Canton 20 maggio 1987                              | Cina      | 1 – 0 | Hong Kong |  |
| \| \| \| \| \| Tang Yaodong 48’ \| Marcatori \| \| |           |       |           |  |
|                                                    |           |       |           |  |
| Tang Yaodong 48’                                   | Marcatori |       |           |  |

#### Secondo turno
| Squadra    | P.ti | G | V | N | P | GF | GS | DR  |
| ---------- | ---- | - | - | - | - | -- | -- | --- |
| Cina       | 10   | 6 | 5 | 0 | 1 | 25 | 1  | +24 |
| Giappone   | 9    | 6 | 4 | 1 | 1 | 16 | 2  | +14 |
| Thailandia | 5    | 6 | 2 | 1 | 3 | 5  | 5  | 0   |
| Nepal      | 0    | 6 | 0 | 0 | 6 | 1  | 39 | -38 |

| Bangkok 2 settembre 1987 | Thailandia | 0 – 0 | Giappone |  |

| Tokyo 15 settembre 1987                                                                      | Nepal     | 0 – 5                                                      | Giappone |  |
| \| \| \| \| \| \| Marcatori \| 16’ Okudera 18’ Tezuka 20’ Kato 74’ Matsuura 82’ Matsuyama \| |           |                                                            |          |  |
|                                                                                              |           |                                                            |          |  |
|                                                                                              | Marcatori | 16’ Okudera 18’ Tezuka 20’ Kato 74’ Matsuura 82’ Matsuyama |          |  |

| Tokyo 18 settembre 1987                                                                              | Giappone  | 9 – 0 | Nepal |  |
| \| \| \| \| \| Matsuura 2’ 21’ 70’ Kaneko 9’ Hara 26’ 28’ 32’ Kato 43’ Echigo 83’ \| Marcatori \| \| |           |       |       |  |
| |           |       |       |  |
| Matsuura 2’ 21’ 70’ Kaneko 9’ Hara 26’ 28’ 32’ Kato 43’ Echigo 83’                                   | Marcatori |       |       |  |

| Shenyang 23 settembre 1987                                                                                    | Nepal     | 0 – 8                                                                       | Cina |  |
| \| \| \| \| \| \| Marcatori \| 14’ 41’ 79’ Wang Baoshan 44’ 47’ 89’ (rig.) Li Hui 56’ Zhu Ping 77’ Duan Ju \| |           |                                                                             |      |  |
| |           |                                                                             |      |  |
| | Marcatori | 14’ 41’ 79’ Wang Baoshan 44’ 47’ 89’ (rig.) Li Hui 56’ Zhu Ping 77’ Duan Ju |      |  |

| Tokyo 26 settembre 1987                        | Giappone  | 1 – 0 | Thailandia |  |
| \| \| \| \| \| Mizunuma 34’ \| Marcatori \| \| |           |       |            |  |
|                                                |           |       |            |  |
| Mizunuma 34’                                   | Marcatori |       |            |  |

| Shenyang 26 settembre 1987 | Cina      | 12 – 0 | Nepal |  |
| \| \| \| \| \| Duan Ju 2’ 52’ Ma Lin 18’ 82’ Jia Xiuquan 22’ 46’ Tang Yaodong 40’ Wang Baoshan 47’ 76’ Li Hui 55’ Mai Chao 85’ \| Marcatori \| \| |           |        |       |  |
| |           |        |       |  |
| Duan Ju 2’ 52’ Ma Lin 18’ 82’ Jia Xiuquan 22’ 46’ Tang Yaodong 40’ Wang Baoshan 47’ 76’ Li Hui 55’ Mai Chao 85’                                   | Marcatori |        |       |  |

| Bangkok 1º ottobre 1987                                              | Thailandia | 3 – 0 | Nepal |  |
| \| \| \| \| \| Uthaikul 53’ 80’ Kijmongkolsak 78’ \| Marcatori \| \| |            |       |       |  |
|                                                                      |            |       |       |  |
| Uthaikul 53’ 80’ Kijmongkolsak 78’                                   | Marcatori  |       |       |  |

| Bangkok 4 ottobre 1987                                                            | Nepal     | 1 – 2                 | Thailandia |  |
| \| \| \| \| \| Marcatore sconosciuto 28’ \| Marcatori \| Marcatori sconosciuti \| |           |                       |            |  |
|                                                                                   |           |                       |            |  |
| Marcatore sconosciuto 28’                                                         | Marcatori | Marcatori sconosciuti |            |  |

| Canton 4 ottobre 1987                      | Cina      | 0 – 1    | Giappone |  |
| \| \| \| \| \| \| Marcatori \| 21’ Hara \| |           |          |          |  |
|                                            |           |          |          |  |
|                                            | Marcatori | 21’ Hara |          |  |

| Bangkok 11 ottobre 1987                      | Thailandia | 0 – 1      | Cina |  |
| \| \| \| \| \| \| Marcatori \| 19’ Ma Lin \| |            |            |      |  |
|                                              |            |            |      |  |
|                                              | Marcatori  | 19’ Ma Lin |      |  |

| Canton 18 ottobre 1987                                            | Cina      | 2 – 0 | Thailandia |  |
| \| \| \| \| \| Liu Haiguang 1’ Tang Yaodong 5’ \| Marcatori \| \| |           |       |            |  |
|                                                                   |           |       |            |  |
| Liu Haiguang 1’ Tang Yaodong 5’                                   | Marcatori |       |            |  |

| Tokyo 26 ottobre 1987                                               | Giappone  | 0 – 2                             | Cina |  |
| \| \| \| \| \| \| Marcatori \| 38’ Liu Haiguang 83’ Tang Yaodong \| |           |                                   |      |  |
|                                                                     |           |                                   |      |  |
|                                                                     | Marcatori | 38’ Liu Haiguang 83’ Tang Yaodong |      |  |